# Tar-Meneldur
Tar-Meneldur, que significa "Servidor del Cielo" en la lengua quenya, es un personaje de ficción del legendarium del escritor J. R. R. Tolkien. Era un Dúnadan, tercer hijo de Tar-Elendil y hermano de Silmariën e Isilmë. Nació en el año 543 de la Segunda Edad del Sol y su nombre de nacimiento era Írimon ("El Deseado"), pero al recibir el cetro se llamó Tar-Meneldur debido a su amor por la astronomía. Fue el quinto rey de Númenor y reinó desde el año 740 hasta el 883 S. E., aunque murió en 942 S. E. Se casó con Almarian, hija de Vëantur, que era el Capitán de las Embarcaciones del Rey, y tuvieron tres hijos: Ailinel, Almiel y Anardil.
Contrario a la mayoría de los Númenóreanos, Tar-Meneldur no sentía un gran amor por el mar, sino por el cielo y los astros, y antes de ser nombrado rey levantó una torre de observación de las estrellas en el extremo septentrional de la isla de Númenor, en la región de Forostar.
Fue un rey sabio y justo, pero hacia el final de su reinado, una sombra empezó a levantarse en la Tierra Media y Tar-Meneldur, consciente de que no era el más indicado para hacerle frente dada su avanzada edad, entregó el cetro a su hijo Tar-Aldarion mucho antes del fin de sus días.